# Bánica
A bánica (bolgárul: баница /banitsa/) hagyományos bolgár étel, felvert tojás és morzsolt, sós fehérsajt elegye hajszálvékony tésztalapok közé rétegezve és sütőben kisütve. Hagyományosan a tésztába bizonyos alkalmakkor - különösen szilveszterkor - szerencsét hozó tárgyakat (pénzérmék, som-ág, jókívánság stb.) rejtenek. A bánicát reggelire natúr joghurttal, ayrannal vagy bozával tálalják. Forrón és hidegen is fogyasztható, illetve édes változatok is léteznek.
Tésztája
Lisztből, tojásból és vízből álló tésztáját otthon készítve a kinyújtott lapot ujjaikkal húzzák, amíg 1 mm-nél vékonyabb nem lesz, de sodrófa használatával - szakaszonként a tésztát olajjal locsolva, vagy a pizzatészta nyújtásához hasonló pörgető mozdulatokkal is elérhető a kívánt vastagságú tésztalap. Boltban a hazai réteslaphoz hasonló kiszerelésben kapható, de jóval több lapot tartalmaz és kevesebbe kerül. 
A bánica egy másik fajtáját tutmaniknak (тутманик) vagy poparniknak (попарник) hívják, és kelt tésztalapokkal készítik.
Tölteléke
Hagyományos tölteléke a szétmorzsolt fehér sajt (sziréne, fetasajt), joghurt és tojás.
Néha a joghurthoz szódabikarbónát adnak, melytől az megdagad (amint a szódabikarbóna reakcióba lép a joghurtban található savval). A hozzáadott szódabikarbóna könnyebb, levegős tölteléket eredményez. Növényi töltelékek lehetnek a spenót, sóska, csalán, póréhagyma, hagyma vagy savanyú káposzta.
A káposztás változatot zelniknek (зелник) nevezik, a póréhagymás vagy hagymás változat neve pedig lucsnik (лучник). Bulgária néhány tájegységén a töltelék rizzsel készül. Hús töltelékek is előfordulnak darált hússal, hagymával és gombával, vagy édes töltelékek almával (hasonlóan az almás pitéhez vagy réteshez) vagy sütőtökkel, cukorral, dióval és fahéjjal. Néhány területen csak diót, cukrot és fahéjat használnak. Az almás változat neve strudel (щрудел) és a sütőtökös a tikvenik (тиквеник). A "bánica tejjel" (млечна баница) úgy készül, hogy sütés előtt a leveleket cukros, vaníliás tejben áztatják.
A szó egyéb előfordulásai
A bánica szót hasonlatként is használják valamire, ami gyűrött, vagy elhanyagolt (főleg dokumentumok és iratok). Például a rendőr megjegyzést tehet rá, hogy valaki hagyta az útlevelét bánicává válni (станал е на баница), vagy tanár mondhatja ezt a tanuló jegyzetfüzetére, de ugyanígy jellemezhetnek egy totálkáros autót. A sütőtökös bánica nevét pejoratív jelzőként is használják üresfejű, ostoba, léha alakokra, amint az alábbi vicc is megörökíti: 

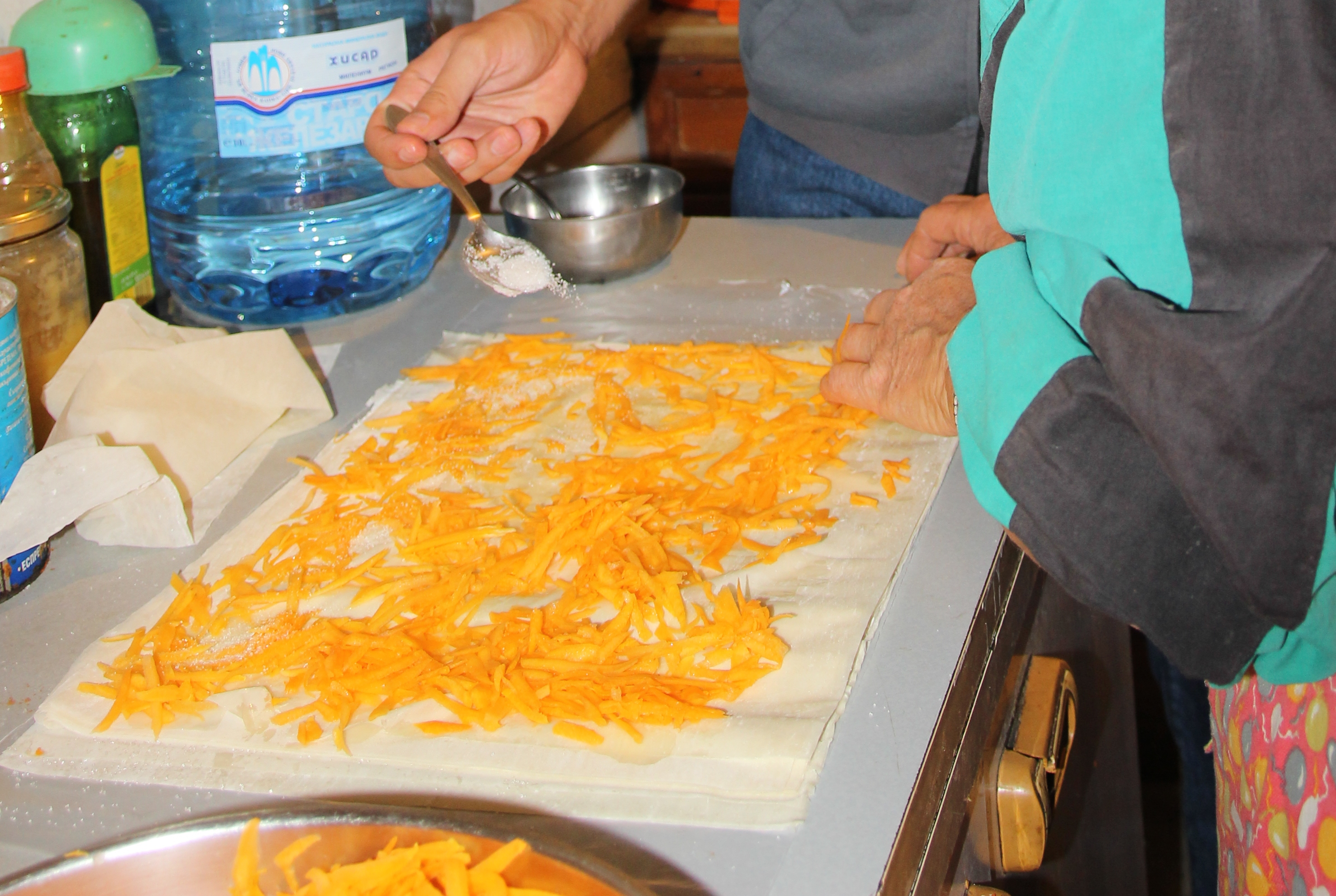
Tikvenik (sütőtökös bánica) készül

A Karácsonyt megelőző nap reggelén - mely hagyományosan húsmentes nap az ortodox bolgároknál - egyik asszony kérdezi a másikat: 
- A te tikveniked elkészült már?
- Dehogy, még javában alszik!

## Fordítás
- Ez a szócikk részben vagy egészben  a   Banitsa című angol Wikipédia-szócikk fordításán alapul.  Az eredeti cikk szerkesztőit annak laptörténete sorolja fel. Ez a jelzés csupán a megfogalmazás eredetét és a szerzői jogokat jelzi, nem szolgál a cikkben szereplő információk forrásmegjelöléseként.